# Арато, Андраш
Андраш Иштван Арато (венг. Arató András István; род. 11 июля 1945 года в Кёсеге) — венгерский инженер-электрик и модель. Стал известным после того, как многочисленные фотографии с его участием стали интернет-мемом. Арато появлялся и исчезал в индустрии фотографий и рекламы как модель после раскрытия реального имени. На поприще стоковых фотографий привлек к себе внимание ещё в 2011 году, а в культуре мемов начал называться как «Гарольд, скрывающий боль» (англ. Hide the Pain Harold) благодаря особому выражению лица с фальшивой улыбкой, которая скрывает боль.

## Биография
Родился в 1945 году в венгерском городе Кёсег.
В 1969 году окончил электротехнический факультет Будапештского университета технологии и экономики. После выхода на пенсию в течение 5 лет работал диджеем на местной радиостанции. В 2019 году стал рекламным лицом Coca-Cola в Венгрии. В 2019 году снялся в рекламе российского пива «Zatecky Gus». В 2020 году он снялся в венгерском шоу «Певец в маске» (венг. Álarcos énekes). В 2020 году шведские власти по ошибке использовали фотографию Гарольда, скрывающего боль, в анонсе бесплатной вакцинации граждан от коронавируса. Проживает в Будапеште с женой Габриэлой и сыном.

## Работы
- 13 мая 1999 опубликовал свой доклад о технологиях освещения[15].
- Терминология освещения / [под ред. Андраш Арато и др.]; Осветительная компания. Будапешт, 2001. 136 с.
- Для операторов внутреннего освещения: дополнения к публикации «Технология освещения», Будапешт: EGI, 2001. 46 с.
- Соавтор Руководства уличного освещения Общество освещения MEE, Фонд венгерских технологий освещения, 2009. 310 с.

## Награды
- В 2002 году выиграл премию Яноша Урбанека[16]. Венгерская электротехническая ассоциация (MEE, сокращение с венг. Magyar Elektrotechnikai Egyesület) ежегодно присуждает премию Яноша Урбанека, которую получает член, который в рамках жизни Ассоциации имеет выдающуюся теоретическую или практическую деятельность в области технологий освещения[17].
- В 2010 году выиграл награду Дери Микса от MEE[18].